# 萨拉马卡区
萨拉马卡区，是苏里南的一个区，位于该国北部。西邻科罗尼区，东邻瓦尼卡区，北邻大西洋，南邻帕拉区。总面积3,636 km²，总人口13,600。区治位于格罗宁根。

## 行政区划
分为6个次分区。
1. ↑   (PDF).   [27 May 2020].